# Mattie & Marieke
Mattie & Marieke is het ochtendprogramma van het Nederlandse radiostation Qmusic en wordt gepresenteerd door Mattie Valk en Marieke Elsinga. Vaste nieuwslezeres is Anne-Marie Rozing. Achter de schermen werkt daarnaast een team van circa zes mensen aan het programma.

## Geschiedenis
Op 21 juni 2018 maakte Qmusic bekend dat het ochtendprogramma Mattie, Fien & Igmar zou worden opgevolgd door Mattie & Marieke. Het werd daarmee voor Mattie Valk het derde ochtendprogramma op de zender, nadat hij eerder ook het populaire Mattie & Wietze presenteerde met Wietze de Jager.
De eerste uitzending van Mattie & Marieke werd uitgezonden op 3 september 2018. In de week voorafgaande aan die uitzending kwam het duo langs in verschillende programma's van het radiostation, zodat luisteraars kennis konden maken met het nieuwe radioduo. Producers Tom de Graaf (Tom van de Intercom) en Joe Stam (Joe, stagiair van de show) waren tot hun vertrek in 2023 ook in het programma te horen.
In april 2022 was Elsinga een aantal weken niet te horen om een burn-out te voorkomen. Sinds mei 2022 presenteert Elsinga de ochtendshow nog maar vier dagen in de week; de woensdag was eerst haar vrije dag en sinds november 2023 is dit de vrijdag. Op vrijdagen wordt Elsinga vervangen door Kai Merckx.
Vanwege haar eerste zwangerschapsverlof was Elsinga van 1 oktober 2022 tot en met 19 februari 2023 niet te horen. Elsinga werd niet vervangen, maar de producers Tom & Joe en nieuwlezeres Anne-Marie werden meer bij de show betrokken.
In september 2023 kondigden Tom de Graaf & Joe Stam aan dat ze gingen vertrekken naar NPO 3FM, waar ze de kans kregen om een eigen radioprogramma te gaan maken. Zij werden vervangen door Matties' vriendin Kiki en oud 3FM dj Luc Sarneel.
Vanwege haar tweede zwangerschapsverlof was Elsinga vanaf 15 juli 2024 t/m 29 november 2024 niet te horen. Vanaf 2 september 2024 werd zij vervangen door Miljuschka Witzenhausen.

## Medewerkers

### Presentatoren
- Mattie Valk (2018–heden, ma–vr)
- Marieke Elsinga (2018–heden, ma–do)
- Kai Merckx (2023–heden, vr)
- Miljuschka Witzenhausen (2 september 2024 - 28 november 2024, ma–do)

### Nieuwslezers
- Anne-Marie Rozing (2018–heden)

### Vast item
- Fred van Leer (op vrijdagen, 2018–2023)

### Producers en redactie
- Joe Stam (2018–2023)
- Tom de Graaf (2018–2023)
- Luc Sarneel (2023-heden)
- Nils Melckenbeeck (2024-heden)
- Kiki Wennink (…-heden)

## Wetenswaardigheden
- Hoewel Marieke Elsinga is opgeleid tot dj en ook eigen programma's op Qmusic heeft gepresenteerd, bedient Mattie Valk standaard de knoppen.
- Mattie & Marieke maken gebruik van in-ears en DPA headsets, zodat ze ook door de studio kunnen lopen.
- Henk Blok, de vaste nieuwslezer van het stoppende Evers Staat Op van Radio 538, zou vanaf januari 2019 het nieuws gaan lezen in het programma.[6] Blok trok zich echter op het laatste moment terug.[7]
- In 2019, 2020 en 2021 lieten Valk en Elsinga zich samen met andere diskjockeys opsluiten in de Q-escape room. Tijdens de actie werd de ochtendshow gepresenteerd vanuit die ruimte totdat ze via puzzels en raadsels de muzikale code hadden gekraakt.
- In de periode augustus-september 2020 was het programma voor het eerst marktleider in de doelgroep 20-49 jaar.[8]
- In 2022 won het programma de Gouden RadioRing, nadat ze in 2021 voor het eerst waren genomineerd.[9][10]
- Vaste vervanger tijdens de zomerstop was tot en met 2023 Kai Merckx. In de zomer van 2023 deed Merckx dit samen met sidekick Kirsten Westrik en nieuwslezer Danny Vos. Sinds 2024 is Joost Swinkels de vervanger.